# Rýdrovice
Rýdrovice (německy Riedersdorf) se nachází západně od moravské hranice při úpatí žulové hory Špičák (796 m, německy Krautzberger). Horní část obce leží na plošině. Je součástí obce Horní Heřmanice v Čechách.

## Historie
Obec byla založena v roce 1790. Horní část obývali němečtí osadníci, spodní část tehdejší vsi byla osídlena obyvatelstvem českým. Název obec dostala po tehdejším vrchnostenském správci Františku Josefu Riedrovi. Později byl pro vesnici užíván také název Rýdrová. V roce 1890 se stala samostatnou obcí. V roce 1971 byla i přes odpor obyvatel připojena k obci Horní Heřmanice v Čechách.